# Bethel Pinksterkerk Nederland
Bethel Pinksterkerk Nederland is een, van oorsprong Indonesisch, kerkgenootschap met een pinksterachtergrond. Het kerkgenootschap is aangesloten bij het Landelijk Platform van de Pinkster- en Volle Evangeliebeweging.

## Geschiedenis
De Bethel Groepen zijn oorspronkelijk afkomstig uit Seattle, waar zij in 1914 tot stand kwam, door de bediening van grondlegger William Henry Offiler (1875-1957), oprichter van de Bethel Pentecostal Temple in Seattle, Amerika.
In 1922 werden de eerste zendelingen naar het toenmalig Nederlands-Indië gestuurd. Deze twee, Cornelius Groesbeek en Dik van Klaveren, waren van Nederlandse afkomst. Samen met J. Thiessen en F.G. van Gessel werden zij de pioniers van de Indonesische Pinksterbeweging. Na een jaar ontstaat in Bandung de eerste kerkelijk gemeente onder leiding van J. Thiessen.
In 1935 begon Van Gessel met zijn Bijbelstudies over de tabernakel. Deze leer wordt gebruikt ter indicatie van de geestelijke staat van christenen (de mate van heiligmaking). Zo onderwijst de tabernakelleer dat christenen zich vanuit 'de voorhof' (Christus aannemen als persoonlijk Verlosser en de waterdoop), zich via 'het heilige' (werkgebied van Gods Heilige Geest, o.a. getuigenis-, en aanbidding) naar het ' heilige der heilige' moeten begeven. Op termijn vonden mensen dat Van Gessel te veel de nadruk op deze leer legde. Hij startte in 1954 met de Bethel Pinksterkerk.
In 1961 ging C. Totaijs, schoonzoon van Van Gessel en een van de leiders van de beweging, naar Nederland en twee jaar later stichtte hij de Bethel Pinksterkerk Nederland. De Bethel Pinksterkerk ontwikkelde zich tot een hechte organisatie. Totaijs verkondigde de Tabernakelleer van zijn schoonvader en de zogenoemde Bruidsleer (de bruid van Christus zoals in de Bijbel beschreven in Efeze 5: 22-33) volgens de visie van W.H. Offiler. Hij werkte de Bruidsleer verder uit met het Bruidswoord (de visie dat God het Bijbelse huwelijk volmaakt geschapen heeft en dat Hij wil dat ons huwelijk dit model zal volgen).

## Structuur
Iedere gemeente wordt geleid door een eigen kerkbestuur, ook wel kleine broederraad genoemd. Daarboven functioneert landelijk de grote broederraad, als hoogste instantie binnen de kerkgemeenschap. Momenteel zijn 15 gemeenten met zo'n duizend leden aangesloten bij de Bethel Pinksterkerk Nederland.

## Leer
Het kerkgenootschap onderschrijft naast de apostolische geloofsbelijdenis de volgende kenmerkende leerstellingen:
- dat de Bijbel het door God geïnspireerde Woord is, de onfeilbare regel voor geloof en leven;
- De noodzaak van persoonlijk geloof in het verlossende werk van Jezus Christus en de bekering tot God;
- de doop van gelovigen door onderdompeling in water;
- de doop in de Heilige Geest, als een van de bekering onderscheiden ervaring, en de uitingen van de Geest, die deze doop met zich meebrengt, waaronder ten minste het spreken in tongen;
- het Bruidswoord; God heeft het huwelijk volmaakt geschapen en het is Zijn wil dat ons eigen huwelijk dit model zal volgen. Deze leerstelling behandelt het vraagstuk rond huwelijk, echtscheiding en hertrouwen;
- dat de dienst van goddelijke genezing deel uitmaakt van de roeping van de Gemeente van Jezus Christus.